# Pháp nạn Hội Xương
Pháp nạn Hội Xương, hay còn được gọi là Vũ Tông phế Phật, diễn ra từ năm 840 đến 846, là cuộc đàn áp Phật giáo lớn nhất trong lịch sử Trung Quốc, diễn ra dưới thời Đường Vũ Tông trong niên hiệu "Hội Xương". Cuộc đàn áp này đánh dấu một bước ngoặt lớn, làm suy yếu nghiêm trọng sức mạnh và ảnh hưởng của Phật giáo trong xã hội Trung Quốc, để lại hậu quả kéo dài qua nhiều thế kỷ.
Nguyên nhân dẫn đến Pháp nạn Hội Xương bắt nguồn từ sự kết hợp giữa yếu tố kinh tế và tôn giáo. Sự gia tăng quyền lực và tài sản của các tự viện Phật giáo, với khối lượng lớn ruộng đất không phải chịu thuế, đã gây áp lực lớn lên triều đình, đặc biệt trong bối cảnh khủng hoảng tài chính sau loạn An Sử. Bên cạnh đó, Đường Vũ Tông, một tín đồ sùng đạo Đạo giáo, bị ảnh hưởng mạnh mẽ bởi các quan chức Nho giáo, những người coi Phật giáo là một tôn giáo ngoại lai, đe dọa đến giá trị văn hóa và đạo đức truyền thống của Trung Hoa.
Diễn biến của cuộc đàn áp diễn ra qua ba giai đoạn. Giai đoạn từ năm 840 đến 842 chứng kiến Đường Vũ Tông ban hành các sắc lệnh yêu cầu tăng ni không có giấy phép phải hoàn tục và đóng cửa nhiều ngôi chùa nhỏ. Giai đoạn giữa từ năm 843 đến 844 là thời điểm chính quyền tăng cường kiểm soát chặt chẽ hơn đối với các ngôi chùa và tịch thu tài sản Phật giáo. Đỉnh cao của cuộc đàn áp xảy ra vào năm 845, khi gần 300.000 tăng ni bị buộc hoàn tục, hơn 4.600 ngôi chùa bị phá hủy hoặc đóng cửa. Phần lớn tài sản của các ngôi chùa, bao gồm trang viên, tài sản, nô tỳ, tượng Phật, đều bị triều đình tịch thu.
Hậu quả của Pháp nạn Hội Xương để lại những dấu ấn sâu sắc trong lịch sử tôn giáo và văn hóa Trung Quốc. Phật giáo chịu sự suy thoái nghiêm trọng, mất đi nhiều sức mạnh và ảnh hưởng trong xã hội. Dù đã có những nỗ lực phục hồi dưới thời Đường Tuyên Tông, Phật giáo không bao giờ đạt lại được sự thịnh vượng như trước. Cuộc đàn áp cũng giúp triều đình thu hồi một lượng lớn tài sản, nhưng gây ra những tổn thất lớn về di sản văn hóa và tôn giáo của đất nước.

## Tên gọi
"Pháp nạn Hội Xương" (會昌法難) là thuật ngữ thường được sử dụng để mô tả cuộc đàn áp Phật giáo lớn dưới thời Đường Vũ Tông. Trong đó, "Pháp nạn" là một khái niệm Phật học, mang nghĩa "tai họa đối với Phật pháp", chỉ sự khủng hoảng hoặc bức hại tôn giáo này. "Hội Xương" là niên hiệu của Đường Vũ Tông. Ngoài ra, một số nguồn cũng dùng các tên gọi như "Vũ Tông diệt Phật" hay "Hội Xương diệt Phật" (會昌毀佛, Hội Xương hủy Phật) để chỉ tới sự kiện này.
Do miếu hiệu của Đường Vũ Tông trùng chữ "Vũ" (武) với thụy hiệu của 2 vị hoàng đế trước đó từng đàn áp Phật giáo là Bắc Ngụy Thái Vũ Đế và Bắc Chu Vũ Đế, Pháp nạn Hội Xương thường được xem như một phần của chuỗi sự kiện mang tên "Họa Tam Vũ" (三武之禍). Phiên bản mở rộng của nhóm sự kiện này, gọi là "Tam Vũ nhất Tông" (三武一宗), còn bao gồm cả cuộc đàn áp dưới thời Hậu Chu Thế Tông.

## Bối cảnh

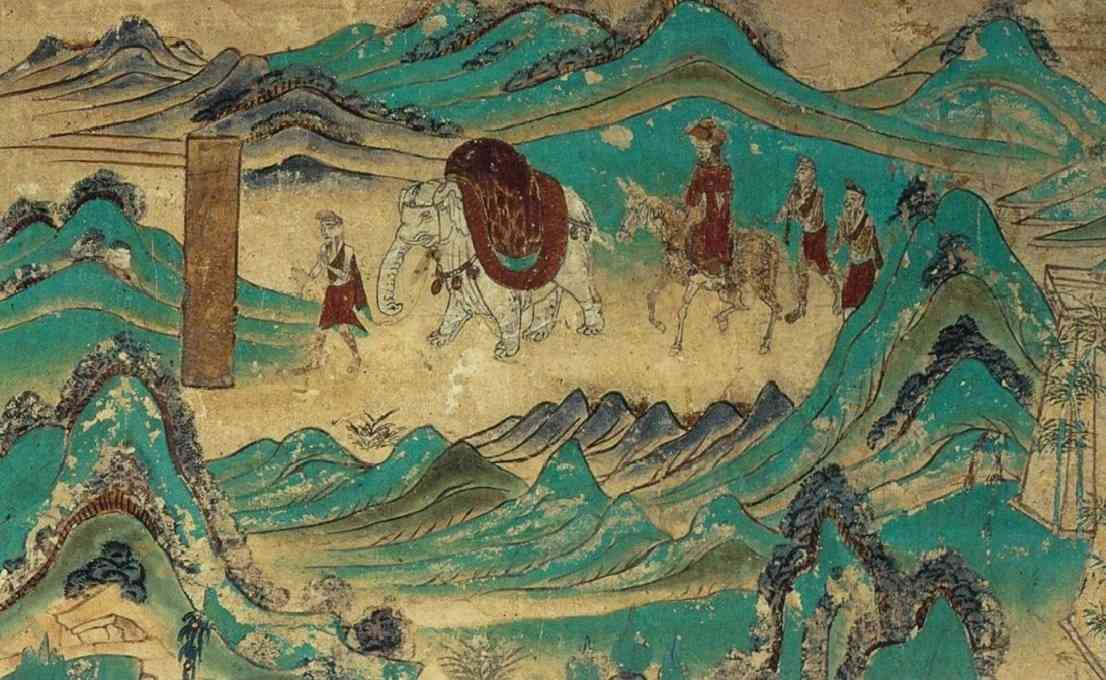
Bích họa từ hang Mạc Cao số 103, niên đại thế kỷ 8, mô tả pháp sư Huyền Trang trên đường từ Ấn Độ trở về. Công tác biên dịch kinh điển của Huyền Trang giúp người Trung Quốc hiểu sâu hơn về giáo lý của Đức Phật và phát triển hệ thống tư tưởng Phật giáo riêng.

Phật giáo bắt đầu du nhập vào Trung Quốc từ thời nhà Hán nhưng ban đầu gặp nhiều trở ngại do khác biệt về văn hóa và tư tưởng với các trường phái bản địa. Tuy nhiên, qua thời kỳ Ngụy-Tấn-Nam-Bắc triều và đến thời Tùy Đường, Phật giáo, đặc biệt là nhánh Đại thừa, đã trải qua quá trình chuyển hóa và hội nhập, trở thành một phần quan trọng của đời sống xã hội, văn hóa, nghệ thuật và chính trị tại Trung Quốc. Mặc dù phải hứng chịu hai cuộc đàn áp lớn dưới thời Bắc Ngụy Thái Vũ Đế và Bắc Chu Vũ Đế, Phật giáo không chỉ không bị triệt tiêu khỏi Trung Quốc mà ngày càng phát triển mạnh mẽ hơn.
Vào thời Đường, Phật giáo nhận được sự ủng hộ mạnh mẽ từ hoàng gia và quý tộc, nhiều hoàng đế và quý tộc trở thành Phật tử và thường xuyên cúng dường, bảo trợ xây dựng các ngôi chùa lớn và tổ chức các lễ hội Phật giáo. Qua các triều đại của Đường Thái Tông, khi pháp sư Huyền Trang sang Ấn Độ lấy kinh, và thời Hiến Tông khi cho rước xá lợi Phật về nước, địa vị của tôn giáo này ngày càng được củng cố mạnh mẽ. Vào thời Đường Đại Tông và Túc Tông, trong cung đình đã có hàng trăm nhà sư được nuôi dưỡng để tu hành. Nhờ sự hỗ trợ từ triều đình, các tự viện Phật giáo phát triển thịnh vượng, không chỉ tăng về số lượng mà còn mở rộng ảnh hưởng tới các lĩnh vực như giáo dục, y học và nghệ thuật. Những ngôi chùa lớn trở thành trung tâm học thuật và văn hóa, nơi tăng ni học tập, nghiên cứu kinh điển, và tạo ra các tác phẩm văn hóa, nghệ thuật độc đáo, góp phần hình thành một tầng lớp trí thức Phật giáo.

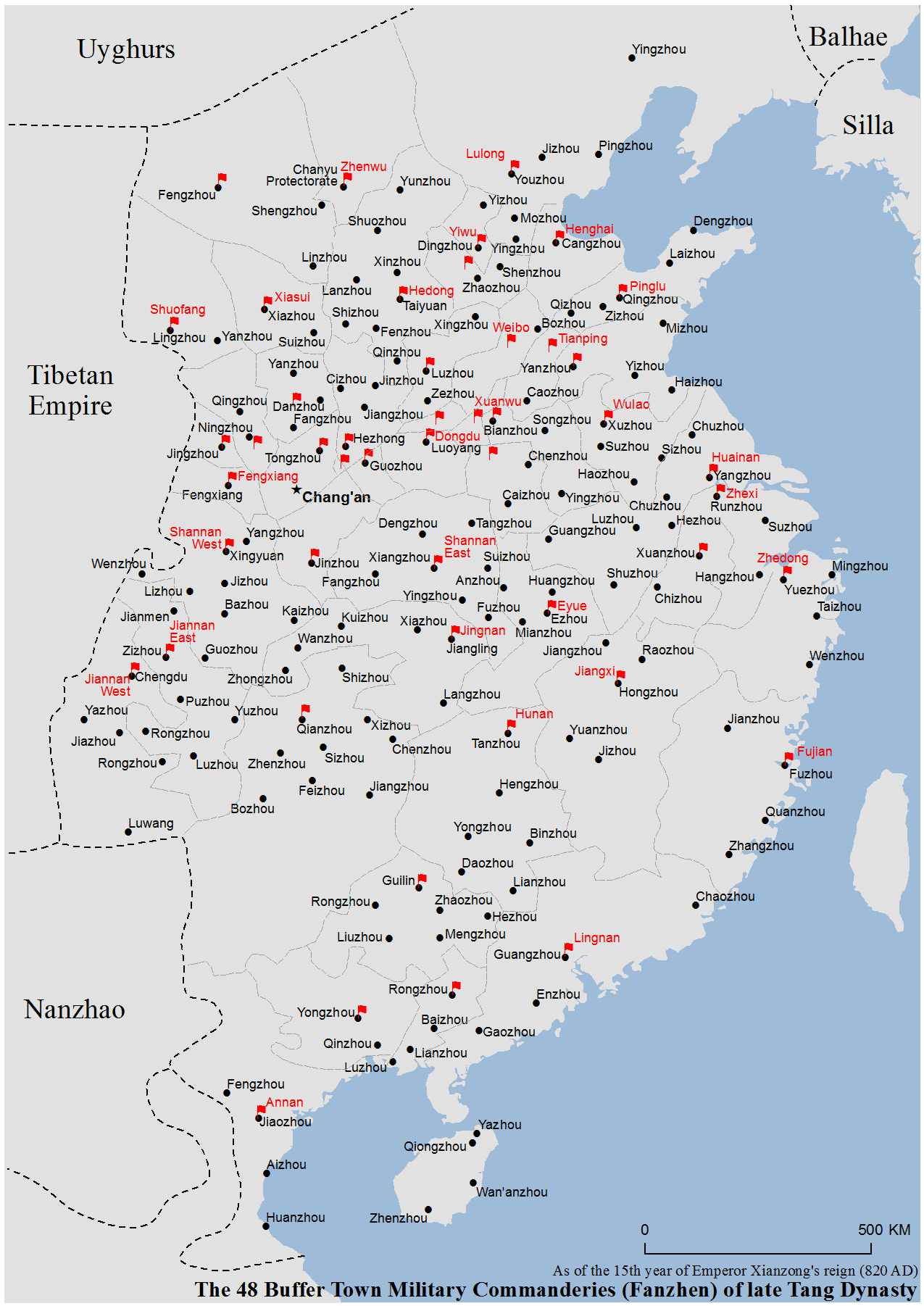
Bản đồ các phiên trấn nhà Đường vào năm 820, thể hiện sự phân chia lãnh thổ dưới quyền các tiết độ sứ.

Nhà Đường đạt đỉnh cao dưới thời Đường Huyền Tông nhưng loạn An Sử (755–763) đã làm rung chuyển đế chế. Sau khi chiến loạn chấm dứt, triều đình đối diện với nhiều vấn đề nội tại liên quan đến tài chính, chính trị và mâu thuẫn tư tưởng giữa các tôn giáo lớn. Cuộc nổi loạn không chỉ gây tổn thất về quân sự mà còn làm suy yếu quyền lực trung ương, khi các tiết độ sứ địa phương được trao quyền dẹp loạn ngày càng trở nên mạnh mẽ. Các phiên trấn không chỉ giữ lại quyền kiểm soát lãnh thổ mà còn thu giữ luôn thuế địa phương, không nộp về triều đình, dẫn đến sự phân quyền nghiêm trọng trong hệ thống chính trị nhà Đường. Triều đình gần như mất quyền kiểm soát nhiều vùng lãnh thổ, phải phụ thuộc vào các quân phiệt địa phương. Điều này không chỉ làm yếu đi khả năng quản lý của triều đình mà còn gây ra sự xung đột lợi ích về thuế và quyền lực. Các tiết độ sứ tự quản lý vùng đất của mình như các lãnh chúa độc lập, khiến triều đình không thể huy động đủ nguồn lực tài chính cần thiết để duy trì quân đội và quản lý đất nước.
Sự suy yếu của chính quyền trung ương còn đi kèm với sự thay đổi trong cấu trúc xã hội và phân bổ dân cư khiến chế độ Quân điền sụp đổ, kéo theo sự phá sản của hệ thống thuế khóa tô, dung, điệu, vốn phụ thuộc vào việc thu thuế tập trung từ toàn bộ các vùng lãnh thổ của đế chế. Khi hệ thống thuế này không còn hoạt động hiệu quả, triều đình không còn khả năng thu hồi nguồn thu từ các lãnh thổ cát cứ, dẫn đến khủng hoảng tài chính nghiêm trọng. Trong bối cảnh này, Phật giáo, với lượng tài sản khổng lồ từ các tự viện và lượng lớn ruộng đất không phải chịu thuế, trở thành mục tiêu lý tưởng để triều đình khai thác nhằm bổ sung vào ngân sách triều đình.

### Vấn đề kinh tế

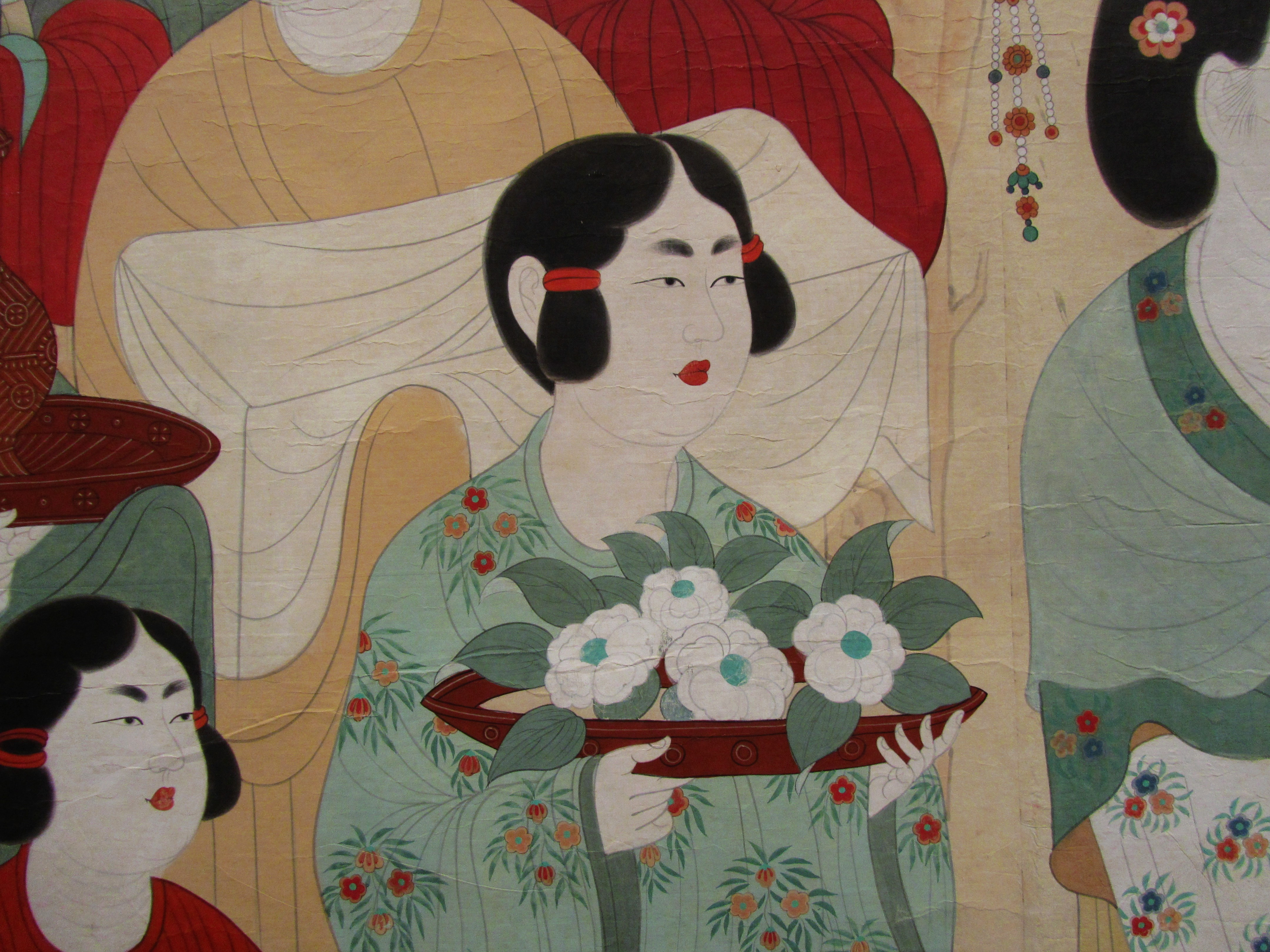
Phục chế bích họa từ hang Mạc Cao số 130, niên đại thế kỷ 8, mô tả phu nhân họ Vương dâng lễ vật cúng dường Phật.

Vào thời Đường, các chùa chiền và tự viện không còn là những nơi thờ phụng đơn thuần mà đã trở thành những trung tâm kinh tế, sở hữu khối lượng lớn tài sản, ruộng đất và nô tỳ. Trong các tứ điền mà triều đình ban phát, nhà chùa thường cho nông dân thuê đất để cày và thu tô mà không cần phải nộp cho chính quyền. Điều này giúp các ngôi chùa tích lũy tài sản khổng lồ, nhưng cũng khiến triều đình mất đi một nguồn thu thuế đáng kể. Bằng cách nắm giữ ruộng đất và cho thuê, giới tăng lữ dần trở thành một tầng lớp địa chủ hùng mạnh, kiểm soát lượng lớn nông dân tá điền. Ngoài thu nhập từ đất đai và sự cúng dường từ tín đồ, chùa chiền còn trở thành trung tâm của các hoạt động thương mại, nơi mọi người tụ hội để giao lưu và buôn bán. Vào các dịp lễ hội tôn giáo và phiên chợ, thương nhân và người mua hàng tập trung quanh chùa. Để phục vụ nhu cầu nghỉ ngơi và buôn bán, chùa chiền thiết lập các nhà trọ hoặc cửa hàng, vừa cho thuê vừa buôn bán để kiếm lợi. Trong chùa còn có những xưởng sản xuất nhỏ như chế biến lương thực. Nhờ vào nguồn tài nguyên phong phú, chùa có thể cung cấp dịch vụ cho vay tiền, đồ dùng, thực phẩm cho các tầng lớp xã hội và thu được lợi tức nhất định.

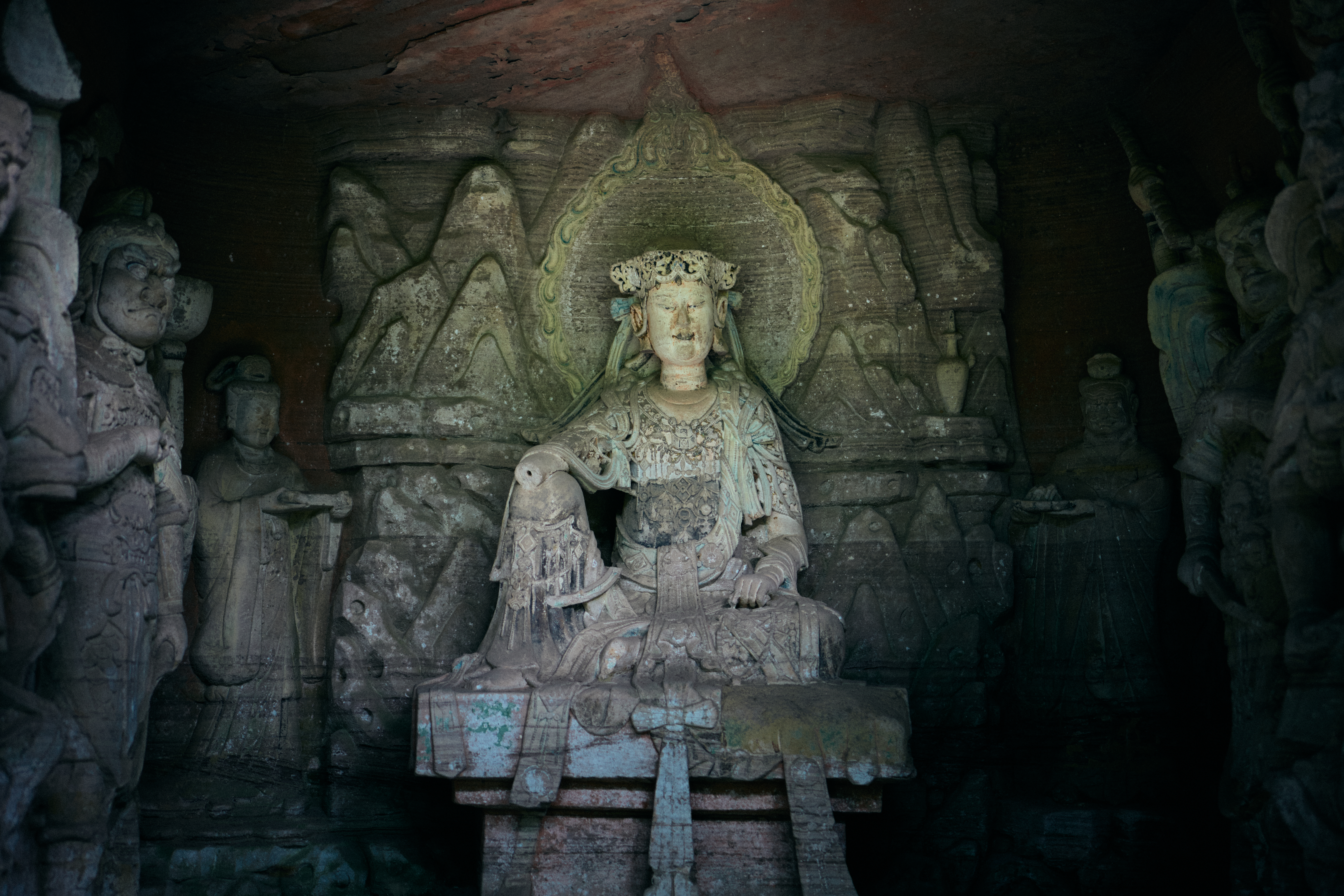
Tượng Thủy Nguyệt Quán Âm (水月觀音), niên đại thế kỷ 7, mô tả Quán Thế Âm Bồ Tát trong tư thế ngắm bóng trăng trong nước, bên cạnh là Thiện Tài đồng tử và Long nữ. Hang đá Đại Túc số 133.

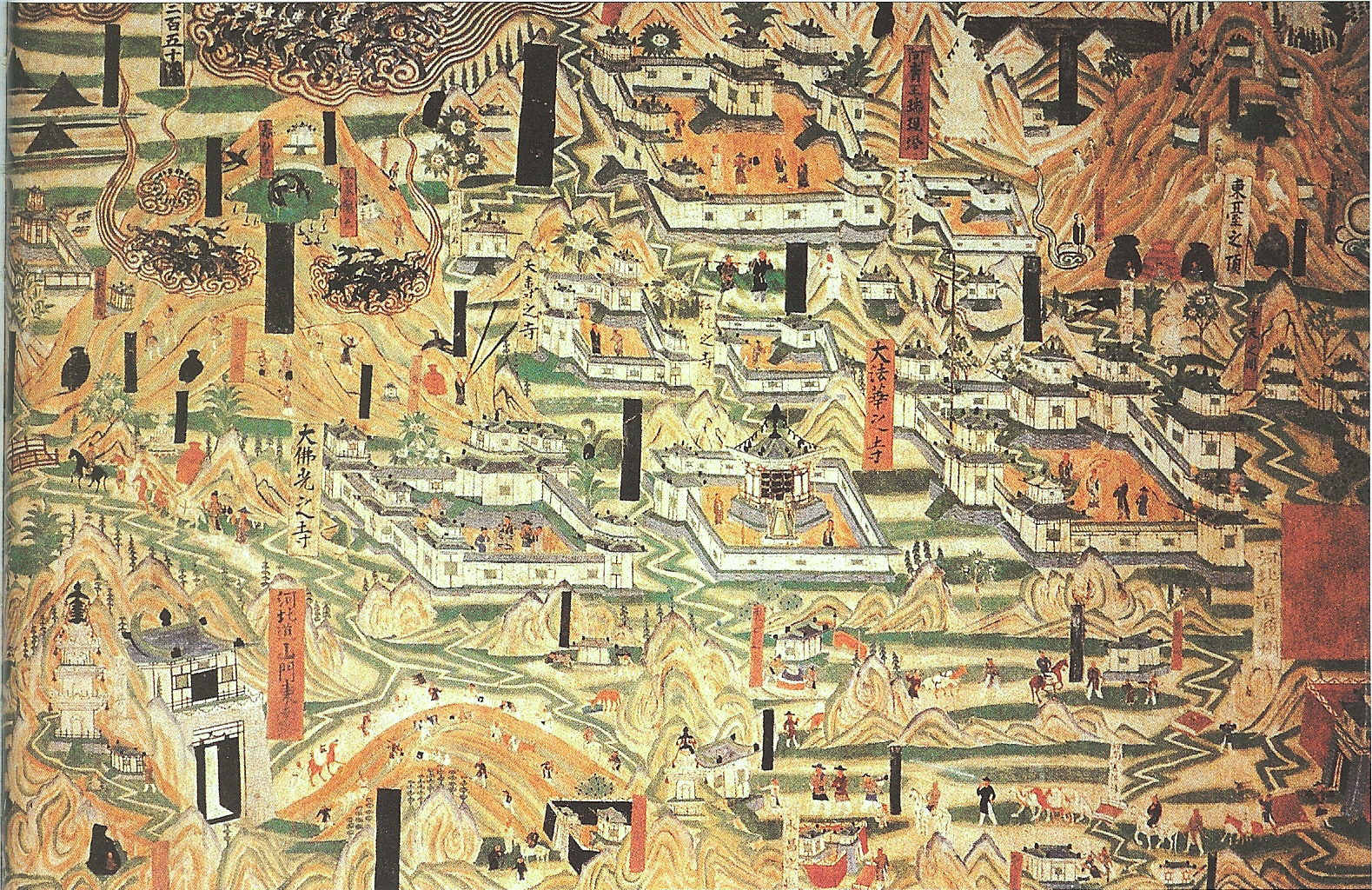
Bích họa từ hang Mạc Cao số 61, niên đại thế kỷ 10, mô tả hệ thống tự viện đồ sộ thời Đường trên Ngũ Đài sơn.

Phật giáo không chỉ sở hữu sức mạnh tài chính lớn mà còn ảnh hưởng đến cả xã hội và chính trị, từng bước tạo thành một hệ thống kinh tế độc lập với sự kiểm soát của nhà nước. Nhiều chùa chiền phát triển vượt bậc, không chỉ về quy mô mà còn về quyền lực, đôi khi còn cạnh tranh với quyền lực thế tục. Kết quả là nền kinh tế tự viện phát triển mạnh mẽ, đến mức "mười phần của cải trong thiên hạ, Phật giáo sở hữu bảy tám phần." Hoạt động kinh tế của tự viện có sự phân chia rõ ràng giữa "tài sản thường trú" của công, thuộc sở hữu tự viện và "tài sản cá nhân" của tăng lữ. Trên lý thuyết, giới tăng lữ không sở hữu tài sản và tài sản của tự viện không được tích lũy chỉ để làm giàu mà hướng đến mục tiêu tu dưỡng và hỗ trợ cộng đồng. Cũng nhờ vào nguồn tài chính dồi dào, các tự viện cũng tiến hành các công tác từ thiện, xây dựng cơ sở hạ tầng và hỗ trợ người nghèo. Điều này góp phần lan tỏa lòng từ bi của Đức Phật và củng cố vị thế của Phật giáo trong xã hội, xây dựng hình ảnh "trang nghiêm viên mãn".
Tuy nhiên, sự giàu có và quyền lực của các tự viện Phật giáo đã gây ra lo ngại lớn trong triều đình về việc giảm nguồn thu thuế và mất đi lực lượng lao động. Một lượng lớn người dân đổ xô vào chùa xuất gia do để thoát khỏi nghĩa vụ thuế khóa và lao dịch. Theo ước tính của Ch'en (1956), vào năm 845, số lượng người chịu thuế chỉ rơi vào khoảng 4.500.000 trong tổng số 27.000.000 người đăng ký hộ tịch. Trong khi đó, số lượng tăng ni, cư sĩ và nô tỳ phụ thuộc vào các tự viện Phật giáo, chưa kể đến sa di với số lượng chưa rõ, ước tính vào khoảng 671.000 người, tất cả đều được miễn lao động và miễn thuế.
Sự hiện diện của một số lượng lớn những người không phải chịu thuế này đã tạo ra một gánh nặng khổng lồ cho hệ thống thuế và nền kinh tế quốc gia, vốn phụ thuộc vào lượng nhỏ những người đóng thuế còn lại. Không chỉ được miễn thuế và lao động, các tăng ni còn phải được nuôi dưỡng và cung cấp quần áo từ sức lao động của người dân. Chi phí nuôi sống họ ước tính lên đến hơn hai triệu quan tiền mỗi năm, gây thêm áp lực lên các nguồn lực tài chính vốn đã cạn kiệt của triều đình. Ngoài ra, các nguồn tài nguyên quý giá như vàng, đồng và gỗ được sử dụng với số lượng lớn để làm tượng Phật và các vật phẩm tôn giáo, cùng với chi phí xây dựng và duy trì các chùa chiền tráng lệ.
Sự phình trướng quá mức của nền kinh tế tự viện đã khiến giới Nho sĩ lo ngại về ảnh hưởng tiêu cực của Phật giáo đối với quốc gia. Phó Dịch và Diêu Sùng là những người sớm cảnh báo về hậu quả kinh tế của Phật giáo. Họ lo ngại rằng việc xây dựng các chùa chiền xa hoa và gia tăng số lượng người xuất gia đã làm hao mòn ngân khố quốc gia. Theo họ, nhiều tài sản quý giá của đất nước đã bị phân tán vào các công trình Phật giáo, thay vì được sử dụng vào các hoạt động thúc đẩy phúc lợi và phát triển kinh tế. Diêu Sùng đặc biệt nhấn mạnh rằng nhiều người chọn xuất gia để trốn tránh lao dịch và nghĩa vụ đóng thuế, dẫn đến sự suy giảm nguồn lực lao động. Địch Nhân Kiệt và Diêu Sùng cũng đồng tình khi cho rằng các công trình Phật giáo lộng lẫy chỉ làm gia tăng gánh nặng tài chính cho nhà nước và khiến đời sống dân chúng thêm khốn đốn.

### Mâu thuẫn tư tưởng

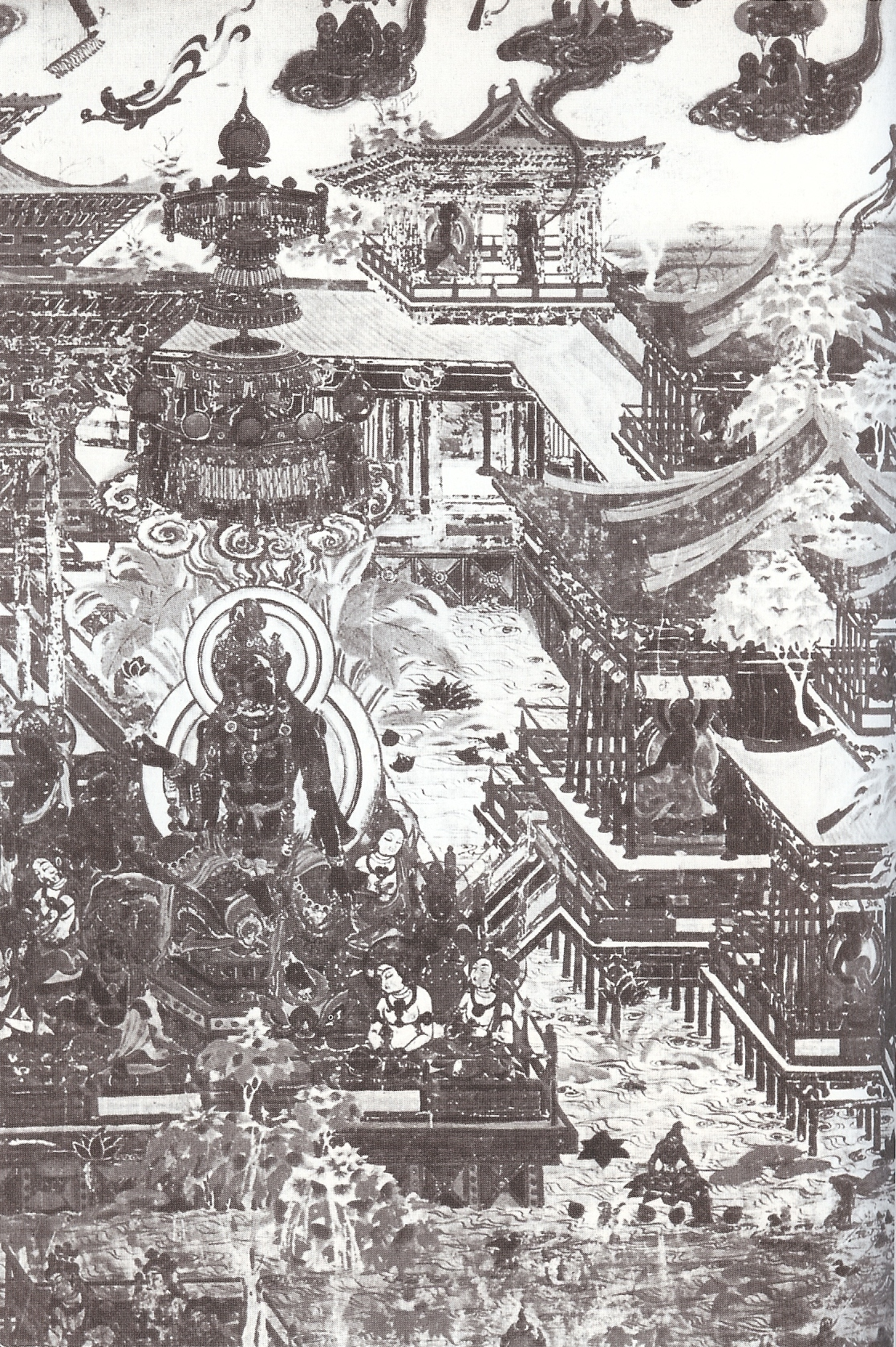
Bích họa từ hang Mạc Cao số 172, mô tả cõi Tịnh độ, cõi thanh tịnh, hoàn toàn tách biệt với những phiền não của thế gian, môi trường lý tưởng cho những người tu tập hướng đến sự giải thoát.

Khi Phật giáo du nhập vào Trung Quốc, nó đã mang theo những tư tưởng và giáo lý mới mẻ, tạo ra sự xung đột mạnh mẽ với các hệ tư tưởng truyền thống đã ăn sâu trong xã hội Trung Hoa như Nho giáo và Đạo giáo. Phật giáo, với trọng tâm là việc thoát ly khỏi thế gian để tìm kiếm sự giải thoát cá nhân, đối lập trực tiếp với Nho giáo, vốn tập trung vào nghĩa vụ đối với gia đình, xã hội và nhà nước. Trong khi Nho giáo nhấn mạnh lòng trung thành với hoàng đế và sự tôn kính cha mẹ, thì Phật giáo khuyến khích việc rời bỏ các ràng buộc trần tục để đạt đến trạng thái giác ngộ. Điều này đã gây ra những mâu thuẫn sâu sắc về mặt tư tưởng và đạo đức giữa Phật giáo với Nho giáo, và cũng tạo ra sự đối lập với Đạo giáo, vốn đề cao việc bảo tồn sức khỏe và năng lượng quốc gia thông qua trường sinh và sự hài hòa với tự nhiên.
Vào thời Đường, nhiều nho sĩ thể hiện rõ sự phản đối đối với Phật giáo, coi đây là mối đe dọa nghiêm trọng đối với văn hóa truyền thống, kinh tế và trật tự xã hội. Qua các lập luận của họ, có thể thấy Phật giáo bị chỉ trích từ nhiều góc độ khác nhau, nhưng tất cả đều chung quan điểm rằng tôn giáo này đã làm suy yếu giá trị Nho giáo và tiềm ẩn nguy cơ gây bất ổn cho quốc gia. Phật giáo không chỉ khiến người dân xao nhãng nghĩa vụ chính trị mà còn ảnh hưởng tiêu cực đến nguồn lực kinh tế và lao động, khi nhiều người xuất gia để tránh thuế và nghĩa vụ lao dịch.
Lữ Tài  (606–665), một học giả vô thần thời Sơ Đường, phê phán Phật giáo từ góc độ triết học và khoa học, đi sâu vào những luận thuyết cơ bản của Phật giáo, cho rằng chúng mâu thuẫn với tinh thần lý tính của Nho giáo. Ông đã tiến hành cải tổ các sách về âm dương ngũ hành dưới lệnh của Đường Thái Tông, loại bỏ các yếu tố mê tín và thuyết minh lại các lý thuyết một cách khoa học. Theo Lữ Tài, Phật giáo không chỉ là một tôn giáo ngoại lai mà còn chứa đựng "những niềm tin không hợp lý, làm lệch lạc tư tưởng và cản trở sự phát triển của quốc gia".

### Tư tưởng bài ngoại của người Hán
Vốn là một đế quốc ủng hộ đa dạng sắc tộc, đa văn hóa, tâm lý bài ngoại càng trở nên sâu sắc trong xã hội nhà Đường sau cuộc nổi loạn của An Lộc Sơn, một viên tướng người Hồ. Bên cạnh các thiệt hại nặng nề về người và của, cuộc nổi loạn còn làm lung lay niềm tin vào các yếu tố ngoại lai, bao gồm cả Phật giáo, trong khi triều đình buộc phải dựa vào các đồng minh ngoại bang như người Hồi Cốt để trấn áp loạn quân. Sự kiện này khiến nhiều quan lại và dân chúng Trung Quốc nghi ngờ, thậm chí coi các ảnh hưởng ngoại lai là nguyên nhân gây mất ổn định xã hội. Trong bối cảnh này, Phật giáo, với nguồn gốc Ấn Độ, dễ dàng trở thành đối tượng bị chỉ trích và bài trừ, là hình tượng tiêu biểu cho các ảnh hưởng "xa lạ" cần loại bỏ.
Trong khi đó, triều đình Đường giai đoạn sau loạn An Sử chứng kiến sự hồi sinh mạnh mẽ của Nho giáo, được tầng lớp trí thức coi là giải pháp củng cố văn hóa và quyền lực nhà nước. Nho giáo qua đó được xem là hệ tư tưởng giúp Trung Quốc vượt qua khủng hoảng. Giới nho sĩ cho rằng Nho giáo, chứ không phải Phật giáo, mới là nền tảng đạo đức cần thiết để duy trì sự ổn định và thống nhất xã hội. Trong thời gian này, sự tự hào về bản sắc văn hóa dân tộc đã làm dấy lên tư tưởng "Trung Quốc trung tâm", càng khiến tầng lớp tri thức phản đối mạnh mẽ bất kỳ sự du nhập văn hóa nào từ bên ngoài, kể cả Phật giáo, vốn được xem là đang "làm ô nhiễm" và xói mòn phong tục tập quán dân tộc.
Hàn Dũ (768–824) là một trong những nhà nho phản đối Phật giáo kịch liệt nhất thời Trung Đường. Năm 819, ông đã viết bài tấu "Luận Phật cốt biểu" (論佛骨表) dâng lên Đường Hiến Tông, phản đối hoàng đế cho rước xá lợi Phật vào cung thờ phụng. Trong bản tấu này, Hàn Dũ kịch liệt chỉ trích Phật giáo, cho rằng đây là một tôn giáo "man di", không phù hợp với các giá trị truyền thống và làm suy yếu đạo đức xã hội Trung Hoa.  Bản tấu của ông trở thành tiếng nói tiêu biểu cho thái độ bài ngoại và thúc đẩy quan điểm rằng Nho giáo, chứ không phải Phật giáo, mới là nền tảng đạo đức và văn hóa vững chắc để ổn định xã hội Trung Hoa.

### Can thiệp từ giới cầm quyền
Đường Vũ Tông (trị. 841–846) là một tín đồ sùng bái Đạo giáo nhiệt thành, "say mê cả giáo lý lẫn nghi lễ" của tôn giáo này, được xem là nhân tố chủ đạo thúc đẩy phong trào đàn áp Phật giáo. Đạo giáo khuyến khích tư tưởng trường sinh và bảo tồn quốc lực, trong khi Phật giáo được cho là làm suy yếu sức mạnh quốc gia bằng cách khuyến khích dân chúng từ bỏ nghĩa vụ quân sự và sản xuất, tạo ra lực lượng lớn những người không tham gia vào lao động. Tuy nhiên, trên thực tế, Đường Vũ Tông không tạo ra một nhóm chống Phật giáo mạnh mẽ trong triều đình. Đa số quan lại vẫn xem Đạo giáo như một thú vui mang tính thần bí hơn là một lý tưởng chính trị để điều hành đất nước.
Cuộc đàn áp Phật giáo cũng không phải do các nhà Nho chủ xướng, vì hầu hết các nhân vật cốt cán trong triều, bao gồm cả tể tướng Lý Đức Dụ (787–850) – một cận thần Vũ Tông, không có thái độ ghét bỏ Phật giáo gay gắt như Hàn Dũ từng thể hiện. Dẫu vậy, một số nghi thức Phật giáo bình dân có phần thái quá có thể đã khiến giới quý tộc không hài lòng. Bản thân Lý Đức Dụ bị các sử gia Phật giáo chỉ trích là người đứng sau cuộc đàn áp này. Mặc dù không có bằng chứng rõ ràng về vai trò của ông, ông vẫn được cho là có động cơ ủng hộ cuộc đàn áp để ổn định nền tài chính nhà nước và củng cố nghi lễ triều đình. Lý Đức Dụ đã tận dụng tài sản của các chùa để xây dựng các công trình thờ cúng hoàng gia và dường như cũng lợi dụng cuộc đàn áp để làm suy yếu quyền lực của hoạn quan Khâu Sĩ Lương, một Phật tử sùng đạo. Sau khi đàn áp đạo Mani giáo của người Hồi Cốt, Lý Đức Dụ có thể đã xem đây là tiền đề để tiến hành cuộc tấn công toàn diện hơn vào Phật giáo.

## Diễn biến

### Các biện pháp cưỡng chế đầu tiên (842–843)
Ngày 3 tháng 3 năm 842, Đường Vũ Tông bắt đầu chính sách đàn áp Phật giáo sau khi phê chuẩn tấu sớ của Tể tướng Lý Đức Dụ, người đưa ra các đề xuất về việc kiểm soát số lượng tăng ni. Theo đó, hoàng đế đã ban hành sắc lệnh đầu tiên nhằm hạn chế hoạt động của tăng ni trong nước. Sắc lệnh này quy định việc trục xuất toàn bộ những tăng nhân không rõ danh tính, và cấm việc tổ chức lễ quy y cho các đồng tử hoặc sa di. Không lâu sau, vào ngày 29 tháng 5 năm 842, Vũ Tông tiếp tục ban hành sắc lệnh chấm dứt việc cung phụng cho các tăng nhân. Chính sách này nhằm cắt đứt sự hỗ trợ tài chính của triều đình đối với Phật giáo, khiến các chùa chiền và tự viện phải tự lo liệu kinh tế của mình.
Đến ngày 9 tháng 10 năm 842, Đường Vũ Tông tiếp tục siết chặt hơn với sắc lệnh quy định toàn bộ tăng ni có liên quan đến việc thiêu luyện, chú thuật, chế tạo cấm khí, hoặc những người có tiền án tiền sự đều phải hoàn tục. Ngoài ra, những tăng ni có nghề thủ công, từng phạm tội gian dâm, hoặc không tuân thủ nghiêm giới luật cũng phải quay lại làm dân thường. Điều này không chỉ ảnh hưởng đến giới tăng lữ mà còn tước đoạt tài sản cá nhân của họ, như tiền bạc, ngũ cốc, điền địa, và trang viên, tất cả đều phải nộp cho triều đình. Ngày 17 tháng 1 năm 843, Công Đức sứ tại Tả Nhai và Hữu Nhai nhận lệnh yêu cầu các chùa đóng cửa, không cho phép tăng ni ra ngoài, đồng thời thực hiện sắc lệnh hoàn tục đối với những người thuộc diện bị áp dụng. Ngoài ra, toàn bộ tài sản của tăng ni bị tịch thu, ngoại trừ quần áo và vật dụng cá nhân thiết yếu. Họ chỉ được phép giữ lại một số lượng nô lệ hạn chế, bao gồm 1 nô và 2 tỳ. Những nô lệ có kỹ năng đặc biệt như võ thuật, y học hay thuật số đều bị cấm giữ lại. Chỉ một ngày sau, vào ngày 18 tháng 1 năm 843, sắc lệnh hoàn tục chính thức được triển khai. Theo báo cáo của Công Đức sứ, tổng cộng 1.232 tăng ni tại Tả Nhai và 2.259 tăng ni tại Hữu Nhai đã tự nguyện hoàn tục để giữ lại tài sản cá nhân của mình. Những người này sau khi hoàn tục đều bị đưa về quê quán và bổ sung vào danh sách chịu thuế theo chế độ "lưỡng thuế pháp" và tham gia lao dịch như các cư dân khác.
Đến ngày 1 tháng 2 năm 843, Đường Vũ Tông ra sắc lệnh cấm tất cả các tăng ni đã hoàn tục quay trở lại chùa, đồng thời yêu cầu toàn bộ tăng ni không có giấy tờ hợp pháp phải rời khỏi kinh thành hoặc các trấn lớn. Sắc lệnh này thể hiện quyết tâm của triều đình trong việc kiểm soát và giảm thiểu số lượng tăng ni, đồng thời ngăn chặn sự trở lại của những người đã bị buộc hoàn tục. Ngày 25 tháng 5 năm 843, Công Đức sứ tiếp tục yêu cầu các chùa khai báo chi tiết về gốc gác, thời gian tu hành, tuổi tác, và kỹ năng của những tăng nhân là người nước ngoài. Đây là một phần của nỗ lực quản lý chặt chẽ và kiểm soát tất cả những người tu hành, kể cả những người ngoại quốc. Ngày 13 tháng 9 năm 843, Đường Vũ Tông ban hành sắc lệnh yêu cầu toàn bộ tăng nhân không có giấy tờ hợp lệ phải hoàn tục và trở về quê quán. Các châu, phủ cũng phải thực hiện lệnh này một cách nghiêm ngặt. Lệnh này được đưa ra trong bối cảnh triều đình muốn dập tắt âm mưu phản loạn của Lưu Chẩn. Hơn 300 tăng nhân mới cạo đầu đã bị bắt và giết trong quá trình này.

### Cao trào (844–846)

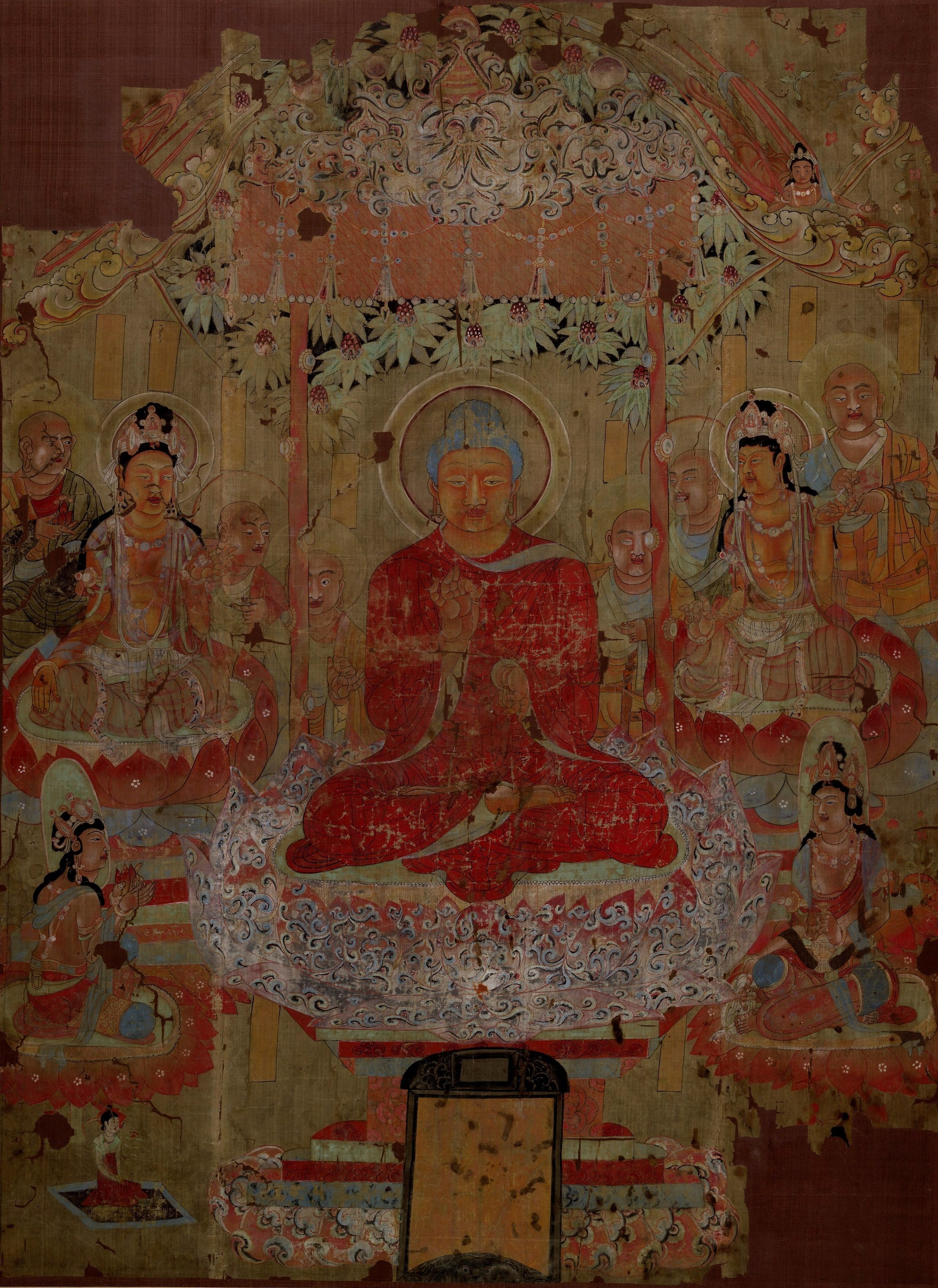
Một bức tranh từ Đôn Hoàng miêu tả Phật A-di-đà, niên đại thế kỷ 8.

Giai đoạn từ năm 844 đến năm 846 đánh dấu giai đoạn cao trào của Pháp nạn Hội Xương, với các biện pháp mạnh mẽ nhằm triệt tiêu Phật giáo hoàn toàn khỏi đất Trung Hoa, thay vì các đề xuất cải cách tôn giáo như trước. Tháng 3 năm 844, Vũ Tông ban lệnh cấm các chùa nhận cúng dường và tổ chức lễ, với hình phạt nặng cho những người vi phạm. Các biện pháp kiểm soát chặt chẽ hơn được ban hành, bao gồm cả việc hạn chế tăng ni ra khỏi chùa và yêu cầu họ phải trở về trước khi chuông chùa rung lên. Đồng thời, hoàng đế cũng ra lệnh phá hủy hàng loạt các chùa nhỏ và chuyển kinh sách Phật giáo vào các chùa lớn. Ngày 1 tháng 7 năm 844, một trong những sắc lệnh quan trọng nhất được ban hành, yêu cầu phá hủy toàn bộ các ngôi chùa nhỏ và buộc tất cả tăng ni trong đó phải hoàn tục. Chỉ những người tu hành cao tuổi và tuân thủ giới luật mới được phép chuyển đến các chùa lớn, trong khi những người trẻ dù tuân thủ giới luật cũng bị buộc hoàn tục. Tại Trường An, 33 ngôi chùa nhỏ đã bị phá hủy trong thời gian này.
Ngày 3 tháng 3 năm 845, Vũ Tông ban lệnh cấm các Phật xá thiết lập trang viên và yêu cầu kiểm kê tài sản, bao gồm nô lệ, tiền bạc, đất đai của chùa chiền. Nô lệ phục vụ tại chùa được phân loại: người có kỹ năng thủ công thì đem sung quân, người khỏe mạnh thất nghiệp thì mang đi bán, người già yếu bị đưa vào cung. Tài sản của chùa chiền, kể cả tiền từ việc bán nô lệ, bị sung công. Ngày 1 tháng 7 năm 845, Vũ Tông ra chiếu chỉ phá hủy 4.600 ngôi chùa cùng hơn 40.000 chiêu đề, lan nhã, và buộc 260.500 tăng ni hoàn tục. Các địa phương chỉ được giữ lại số lượng chùa nhỏ và tăng ni rất hạn chế. Chùa chiền ở các vùng lớn như Trường An và Lạc Dương chỉ có thể giữ lại 2 ngôi chùa mỗi khu phố, mỗi chùa tối đa 30 tăng nhân. Nhà sư người Nhật Ennin ghi nhận:
有勑焚燒佛教經論幡蓋。及僧衣物銅瓶椀等。焚燒淨書。有違者便處極法。

Có chỉ dụ đốt bỏ tất cả kinh điển Phật giáo, cờ phướn và các vật dụng của tăng lữ, bao gồm áo quần, bình đồng, bát đồng và các đồ vật khác và phải đốt sạch mọi văn thư liên quan. Những ai vi phạm sẽ chịu trọng hình.— Ennin, Nhập Đường cầu pháp tuần lễ hành ký (入唐求法巡禮行記)

Ngày 7 tháng 8 năm 845, chiếu chỉ bổ sung yêu cầu tất cả tăng ni đã hoàn tục phải nộp lại áo tu hành để bị đốt bỏ, đồng thời, toàn bộ tài sản quý giá của chùa chiền phải giao nộp cho triều đình. Chuông, tượng Phật bằng đồng, sắt bị nung chảy để đúc tiền hoặc chế công cụ. Trong đợt đàn áp này, Đường Vũ Tông nhắm đến việc cưỡng bức hoàn tục các tăng ni dưới 50 tuổi. Từ ngày 1 tháng 4 đến 10 tháng 5 năm 845, các tăng ni dưới 50 tuổi lần lượt bị đưa về quê quán và bổ sung vào danh sách nộp thuế và lao dịch. Đến tháng 9, toàn bộ tăng ni đã hoàn tục phải nộp lại y phục tu hành và kinh sách Phật giáo bị tịch thu. Ngày 10 tháng 9, triều đình tiếp tục tiến hành kiểm kê và phá hủy toàn bộ các chùa chiền nhỏ còn lại, chỉ giữ lại một số rất ít chùa lớn và tăng nhân. Chùa chiền bị phá hủy và tài sản bị tịch thu, trong khi các tăng ni trẻ tuổi, dù tuân thủ giới luật, cũng phải hoàn tục. Hơn 150.000 nô tỳ thuộc sở hữu của các chùa cũng được trả tự do và sung vào các hộ chịu lao dịch.

### Kết thúc

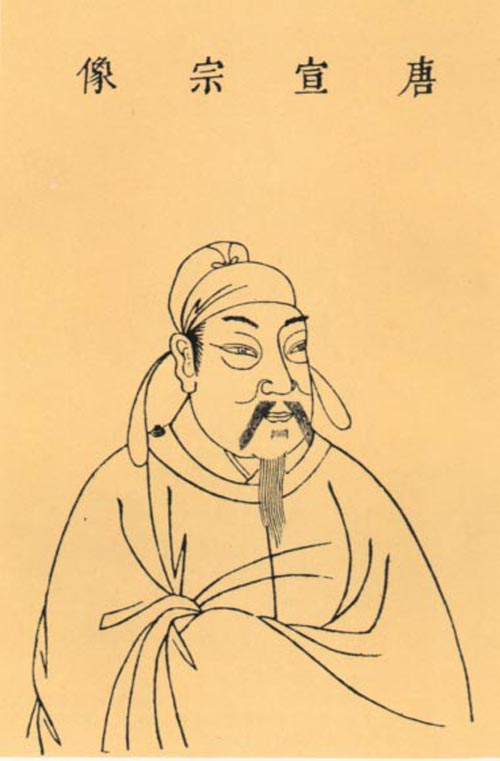
Đường Tuyên Tông đảo ngược nhiều chính sách khắc nghiệt đối với Phật giáo, cho phép mở cửa lại các tự viện và chùa chiền.

Cuộc đàn áp kết thúc chỉ kết thúc sau khi Đường Vũ Tông qua đời vào tháng 4 năm 846. Người kế vị, Đường Tuyên Tông, đã thực hiện một số biện pháp khôi phục Phật giáo, kết thúc giai đoạn đàn áp khốc liệt kéo dài 4 năm. Tuyên Tông nhanh chóng đảo ngược nhiều chính sách khắc nghiệt đối với Phật giáo, cho phép mở cửa lại các tự viện và phục hồi hoạt động của nhiều chùa chiền. Dù vậy, ông cũng thi hành một chính sách thận trọng để cân bằng giữa sự bảo trợ Phật giáo và việc duy trì kiểm soát nhà nước. Tuyên Tông cho phép các chùa được xây dựng lại, nhưng chỉ ở những khu vực đông dân cư và dưới sự giám sát chặt chẽ, để ngăn chặn sự tích lũy tài sản không kiểm soát của tự viện.
新天子姓李。五月中大赦。兼有勑。天下每州造兩寺。節度府。許造三所寺。每寺置五十僧。去年還俗僧年五十已上者。許依舊出家。其中年登八十者。國家賜五貫文。還定三長月。依舊斷屠。

Tân hoàng đế họ Lý ban lệnh đại xá trong tháng năm, cùng chỉ dụ xây dựng hai ngôi chùa ở mỗi châu trên toàn quốc. Dinh tiết độ sứ được phép xây dựng ba chùa, mỗi chùa được phép có 50 tăng nhân. Những tăng nhân đã hoàn tục từ năm ngoái và trên 50 tuổi được phép quay lại tu hành. Ai từ 80 tuổi trở lên sẽ được ban thưởng 5 quan tiền. Từ tháng ba âm lịch, quy định cấm giết mổ sẽ được thi hành trở lại.— Ennin, Nhập Đường cầu pháp tuần lễ hành ký (入唐求法巡禮行記)

## Hệ quả
Pháp nạn Hội Xương đã làm suy yếu nghiêm trọng sự phát triển của Phật giáo tại Trung Quốc. Trước khi cuộc đàn áp xảy ra, Phật giáo là một tôn giáo có ảnh hưởng lớn, không chỉ về mặt tôn giáo mà còn về kinh tế và văn hóa. Tuy nhiên, cuộc đàn áp đã buộc gần 300.000 tăng ni phải hoàn tục và khiến hàng ngàn ngôi chùa bị đóng cửa hoặc phá hủy. Việc tịch thu tài sản từ các tự viện, bao gồm ruộng đất, tượng Phật, và các hiện vật quý giá khác, đã làm giảm đáng kể tiềm lực kinh tế của Phật giáo. Sau cuộc đàn áp, mặc dù Phật giáo có phần nào được phục hồi dưới thời Đường Tuyên Tông, nhưng sức mạnh và ảnh hưởng của tôn giáo này không bao giờ đạt lại được sự thịnh vượng như trước đó. Nhiều chùa chiền lớn đã không được xây dựng lại, và số lượng tăng ni giảm sút rõ rệt. Các hoạt động tôn giáo trở nên bị kiểm soát chặt chẽ hơn bởi chính quyền và Phật giáo bị đẩy vào vị trí thứ yếu so với Nho giáo và Đạo giáo.
Về mặt tôn giáo, Pháp nạn Hội Xương đã thay đổi cân bằng quyền lực giữa các tôn giáo chính ở Trung Quốc. Trong khi Phật giáo bị đàn áp và suy giảm, Đạo giáo, tôn giáo được Đường Vũ Tông sùng bái, đã có cơ hội phát triển và củng cố vị thế của mình trong triều đình và xã hội. Đồng thời, Nho giáo, vốn là hệ tư tưởng chính thống của nhà Đường, tiếp tục giữ vai trò quan trọng trong hệ thống giáo dục và quản lý nhà nước. Cuộc đàn áp cũng để lại ảnh hưởng sâu sắc đến văn hóa và nghệ thuật Trung Quốc. Trước Pháp nạn Hội Xương, nhiều ngôi chùa là trung tâm bảo tồn kinh điển Phật giáo và các tác phẩm nghệ thuật. Việc phá hủy chùa chiền và tịch thu kinh sách, tượng Phật không chỉ làm suy yếu tôn giáo mà còn làm mất mát một phần lớn di sản văn hóa của Trung Quốc. Nhiều tác phẩm nghệ thuật và kinh điển Phật giáo đã bị phá hủy trong quá trình này, và những giá trị văn hóa đó không thể phục hồi hoàn toàn.
Về mặt kinh tế, việc tịch thu tài sản Phật giáo đã mang lại cho triều đình một lượng lớn tài sản và ruộng đất. Sự kiểm soát tài chính từ các ngôi chùa giúp chính quyền tăng cường nguồn thu thuế và bổ sung lực lượng lao động thông qua việc bắt buộc tăng ni hoàn tục. Các nô tỳ và nông dân làm việc cho chùa được đưa vào danh sách nộp thuế, giúp tăng cường khả năng thu thuế của triều đình. Tuy nhiên, việc phá hủy nhiều chùa chiền cũng gây ra những bất ổn trong đời sống tôn giáo và xã hội, khiến cho một bộ phận dân chúng mất đi nơi nương tựa tinh thần quan trọng.

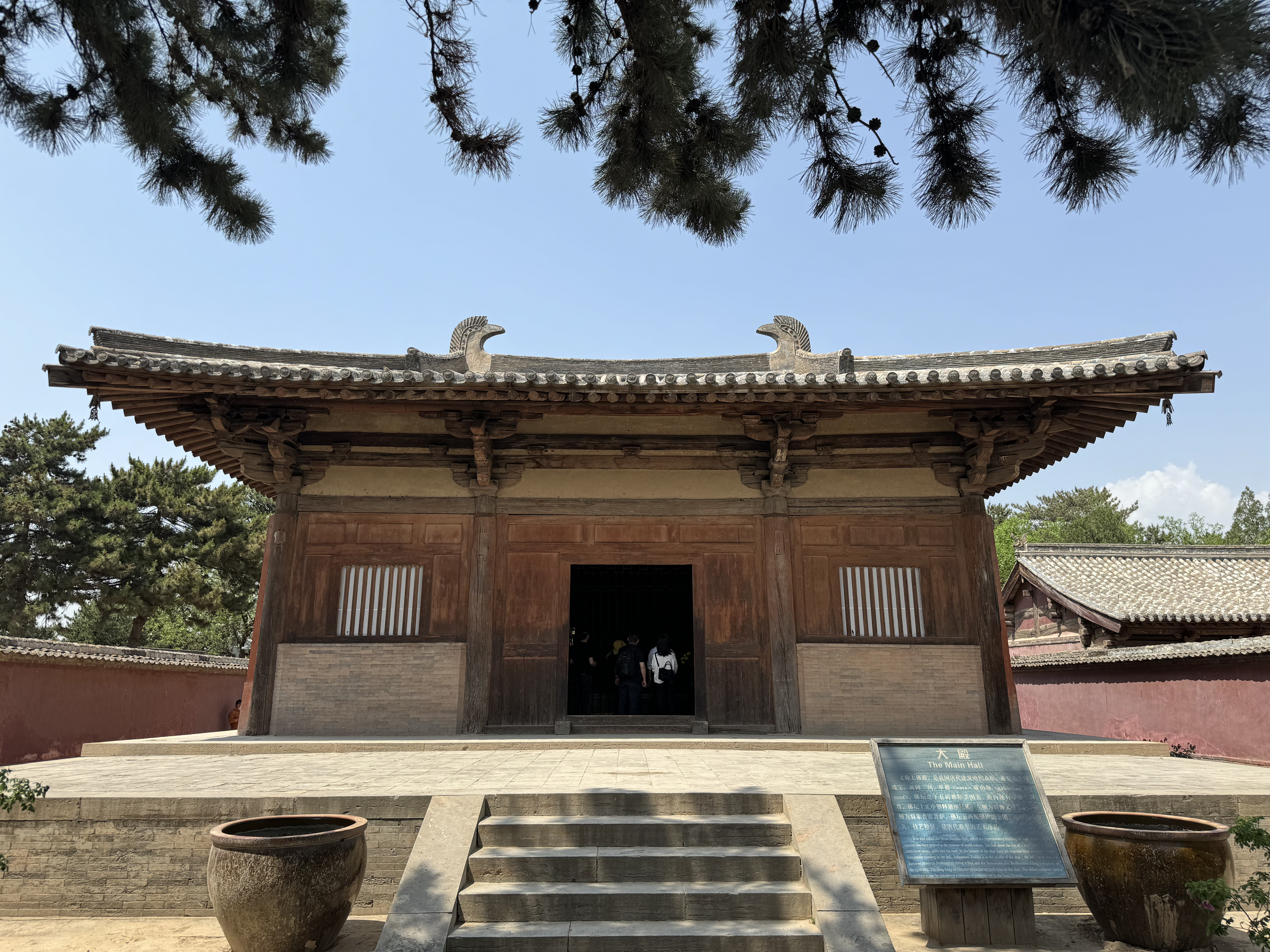
Đại điện chùa Nam Thiền trên Ngũ Đài sơn, tỉnh Sơn Tây. Được xây dựng vào năm 782 dưới thời Đường Đức Tông và tồn tại qua sự kiện đàn áp Phật giáo những năm Hội Xương, ngôi chùa này được xem là công trình bằng gỗ cổ nhất còn tồn tại ở Trung Quốc, với kiến trúc đại điện được bảo tồn nguyên vẹn từ thời nhà Đường.

Cuộc đàn áp đã giúp nhà Đường thu hồi một lượng lớn tài sản từ các ngôi chùa Phật giáo, bao gồm ruộng đất, tài sản vật chất, và các hiện vật tôn giáo. Các tượng Phật bằng kim loại như đồng và vàng đã bị nấu chảy để đúc tiền hoặc làm công cụ sản xuất. Việc thu hồi tài sản này đóng vai trò quan trọng trong việc giải quyết cuộc khủng hoảng tài chính mà triều đình nhà Đường đang đối mặt, đặc biệt sau cuộc nổi loạn An Lộc Sơn và các cuộc chiến tranh kéo dài trước đó. Ngoài ra, việc buộc các tăng ni hoàn tục đã tăng cường lực lượng lao động và nguồn thu thuế từ dân thường, giúp triều đình phục hồi một phần nền kinh tế bị suy yếu. Các nguồn thu từ ruộng đất và nô tỳ trước đây thuộc quyền sở hữu của các ngôi chùa giờ đây được chuyển giao cho chính quyền trung ương, giảm bớt áp lực tài chính đối với triều đình.
Tựu chung, Pháp nạn Hội Xương không chỉ có tác động ngay lập tức mà còn để lại hậu quả lâu dài đối với Phật giáo Trung Quốc. Cuộc đàn áp đã phá hủy các tổ chức và cấu trúc tôn giáo mà Phật giáo đã xây dựng trong nhiều thế kỷ. Sau Pháp nạn Hội Xương, Phật giáo không còn đóng vai trò trung tâm trong đời sống xã hội Trung Quốc như trước. Sự hồi phục của Phật giáo trong các triều đại sau này, như triều Tống và triều Nguyên, tuy có tiến triển nhưng vẫn không thể lấy lại hoàn toàn vị thế đã mất. Cuộc đàn áp cũng tạo ra một tiền lệ cho các triều đại sau trong việc kiểm soát và hạn chế sự phát triển của Phật giáo, đặc biệt là về mặt kinh tế. Các hoàng đế sau này đã học hỏi từ kinh nghiệm của Đường Vũ Tông trong việc cân bằng quyền lực giữa tôn giáo và nhà nước, và Phật giáo bị kiểm soát chặt chẽ hơn, dù vẫn có những giai đoạn phục hồi nhất định.